# Монтефортіно (шолом)

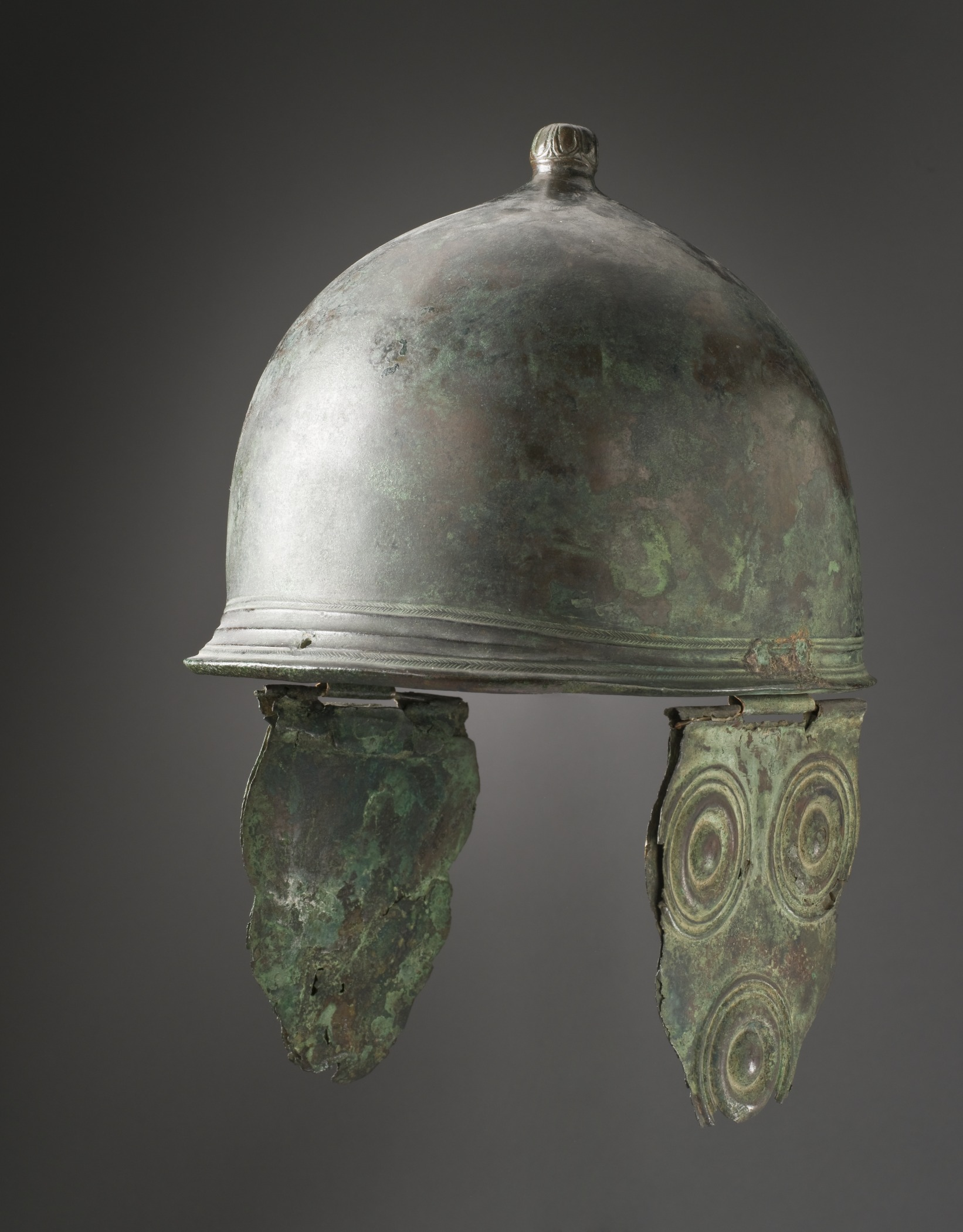
Етруський шолом монтефорті́нського типу (Лос-Анжельський окружний музей мистецтв, США)

Монтефорті́нський шо́лом (англ. Montefortino helmet; італ. elmetto di Montefortino) — кельтський, а згодом давньоримський бойовий шолом IV ст. до н. е. — І ст. н. е. Попередник класичних римських шоломів-галея. Назва походить від італійського міста Монтефортіно, де у кельтському похованні був знайдений перший екземпляр такого шолома. Виготовлявся з бронзи. Мав округлу або конічну форму, шишечку нагорі, невеличкий напотиличник та нащічні пластини. До інших особливостей належать витий узор по обідку та лускатий узор на шишочці. Аналогічні шоломи знайдені в Іспанії, Франції та інших колишніх провінціях Риму. Також — шолом монтефорті́нського типу (італ. elmo tipo Montefortino), або скорочено — монтефорті́но.

## Типи
- «Каноса» (Canosa);
- «Рієті» (Rieti) — перший шолом, однозначно ідентифікований як римський;
- «Буґґенум» (Buggenum) — датований І ст. до н. е., використовувався паралельно з «Маннгаймським» підтипом типу «Колю». У ньому проявляються всі ознаки шоломів типу «Монтефортіно». Напотиличник ширший, ніж у попередніх підтипів, шишечка переважно порожниста, на відміну від суцільних раніших;
- «Гаґенау» (Hagenau) — датований І ст. н. е. Являє собою перехідний тип до пізніших типів «Колю» та «Імперського». Ознаки шолома типу «Монтефортіно» ще виражені, але напотиличник значно ширший, наявне посилювальне надбрівне ребро, а також гак (ручка) позаду для носіння.

## Галерея

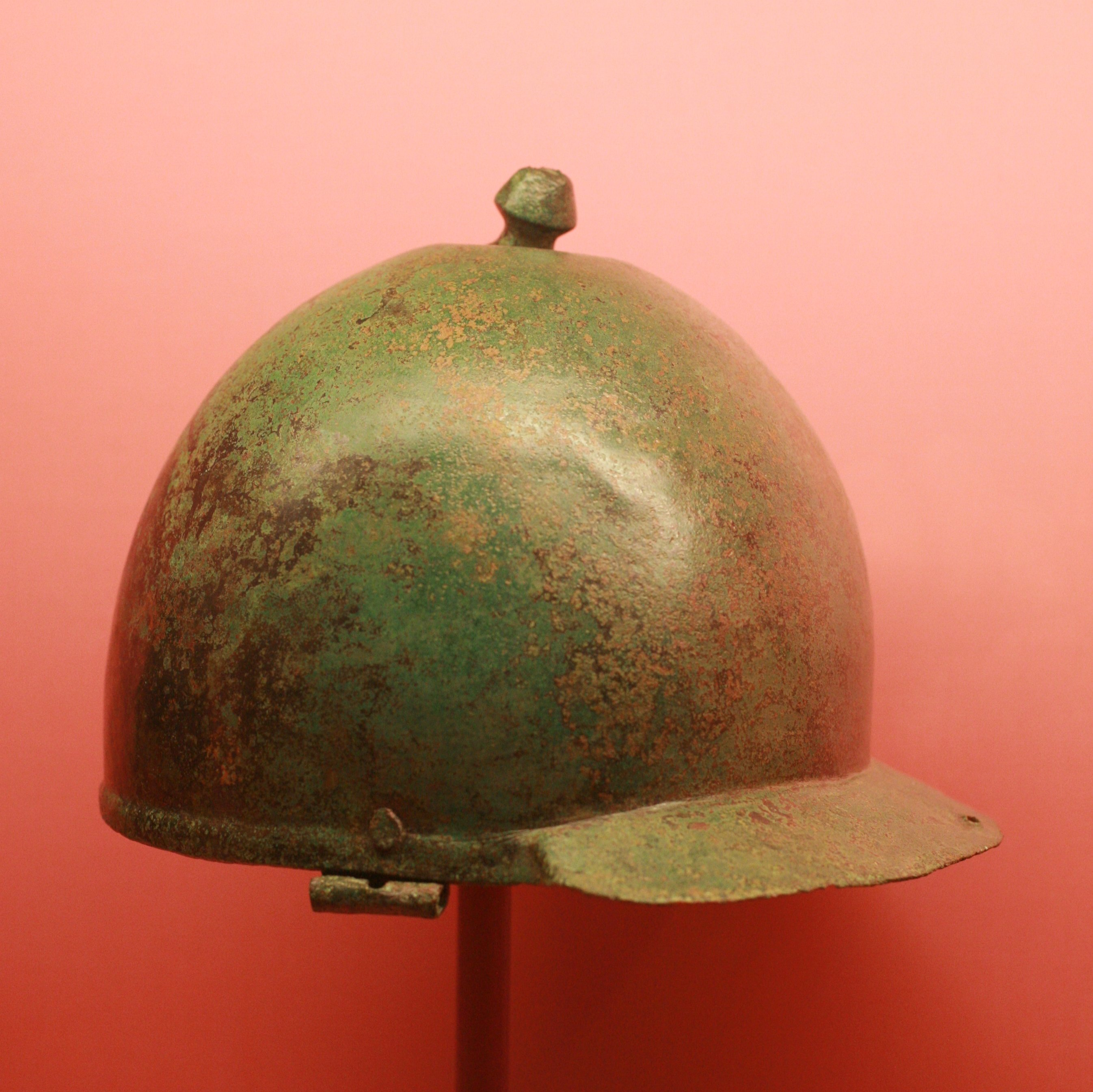
Карнунтський музей, Австрія
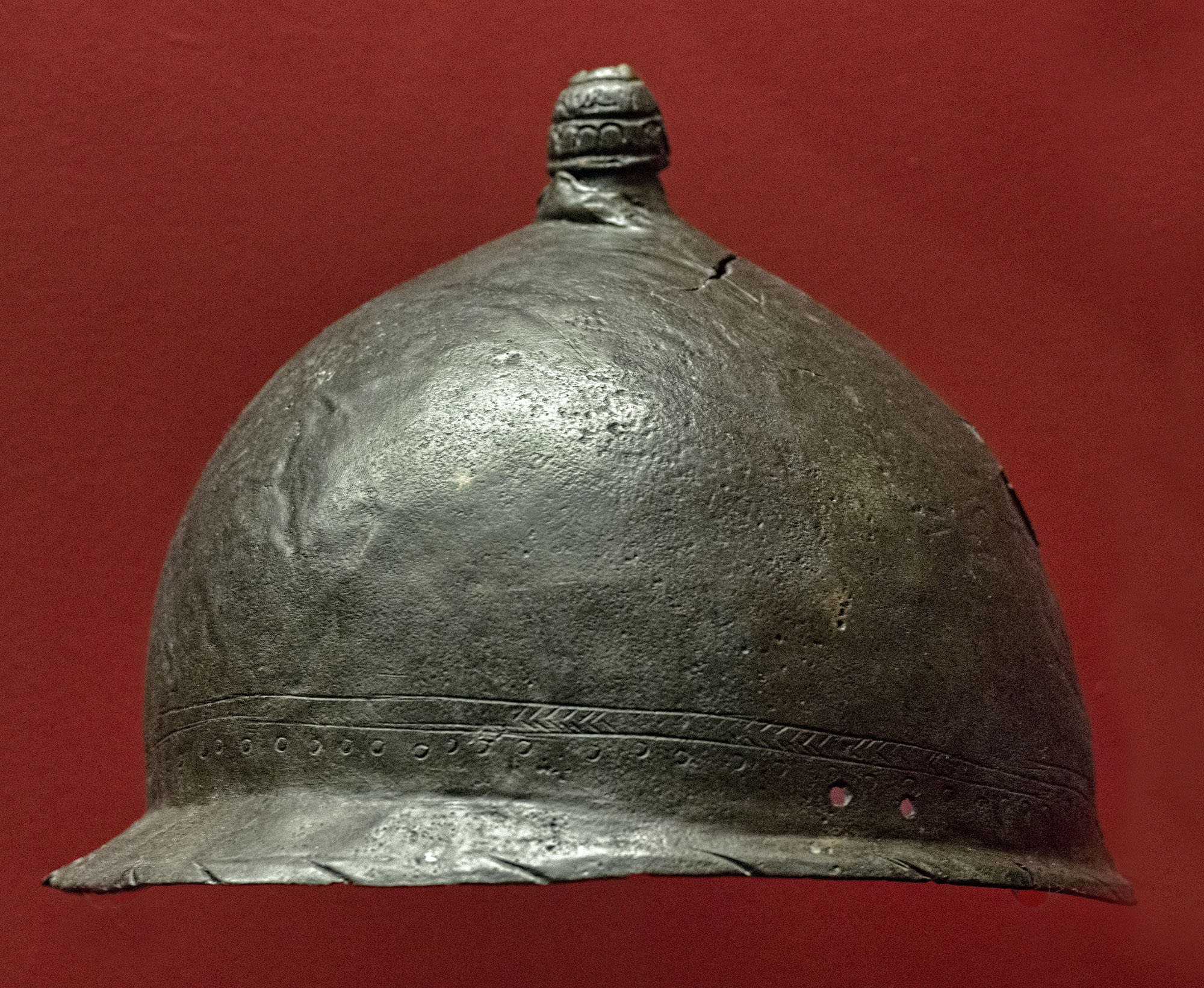
Мурсійський археологічний музей, Іспанія
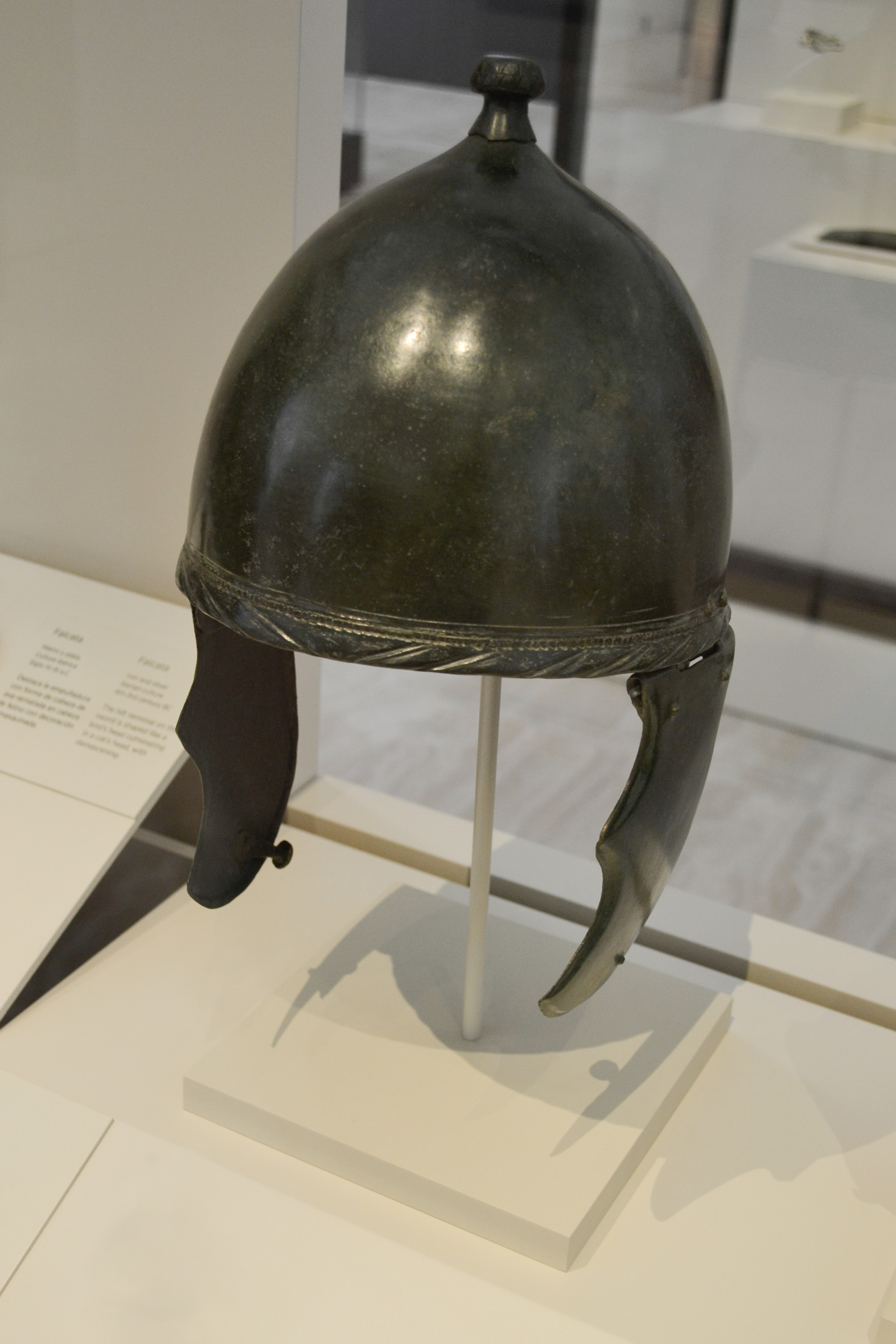
Національний археологічний музей, Іспанія
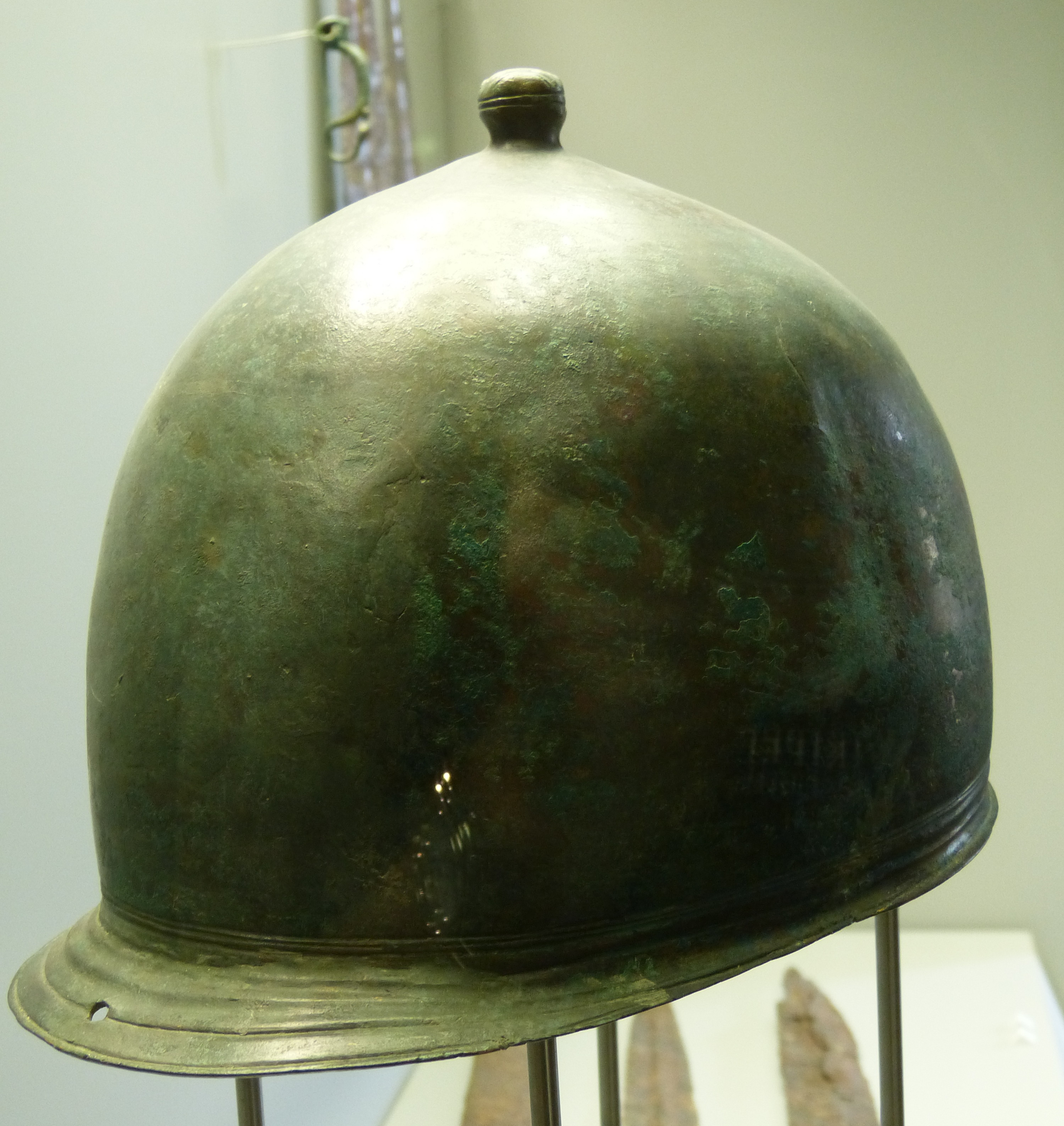
Нижньобаварський  археологічний музей, Німеччина
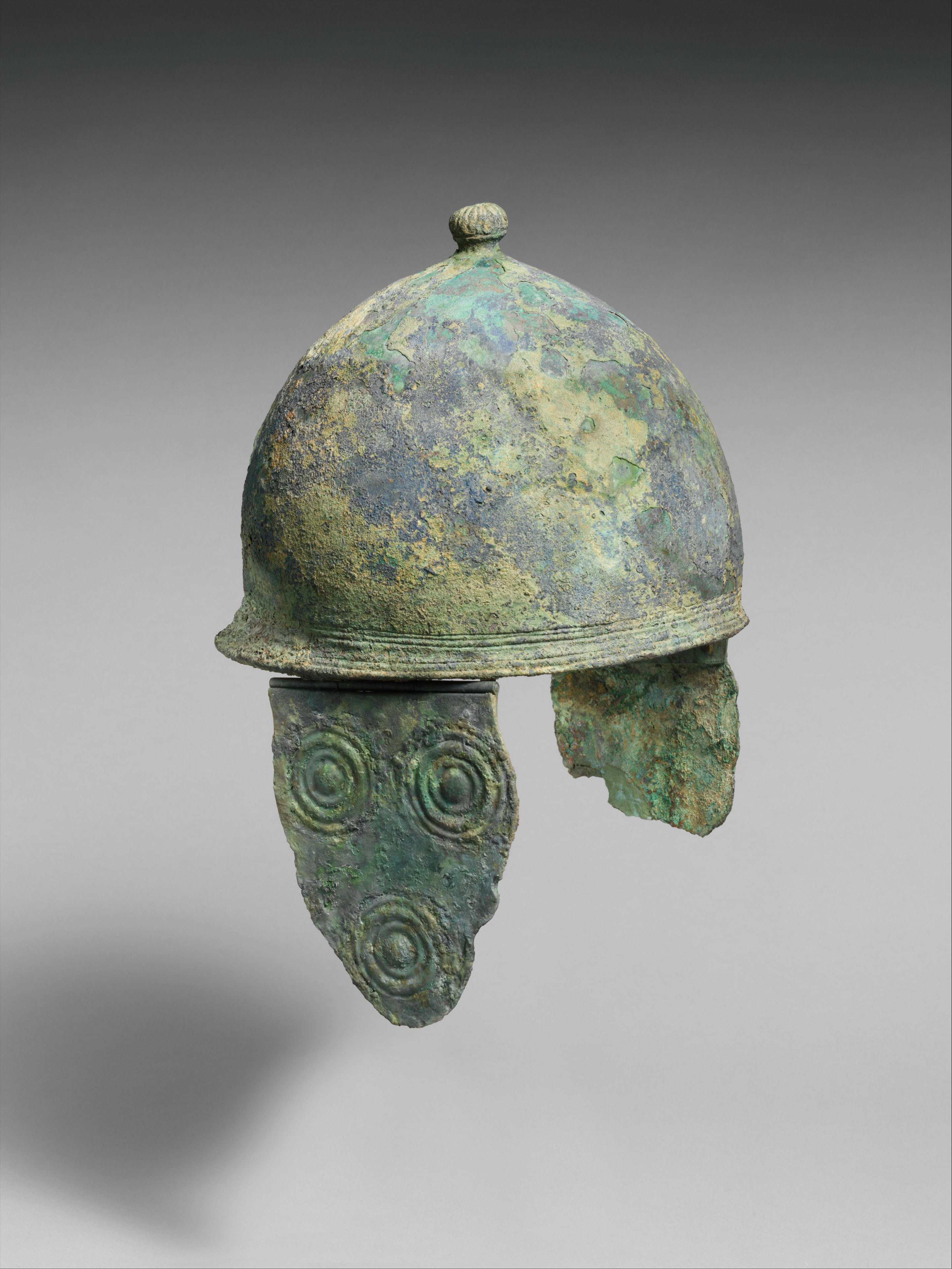
Музей мистецтва Метрополітен, США
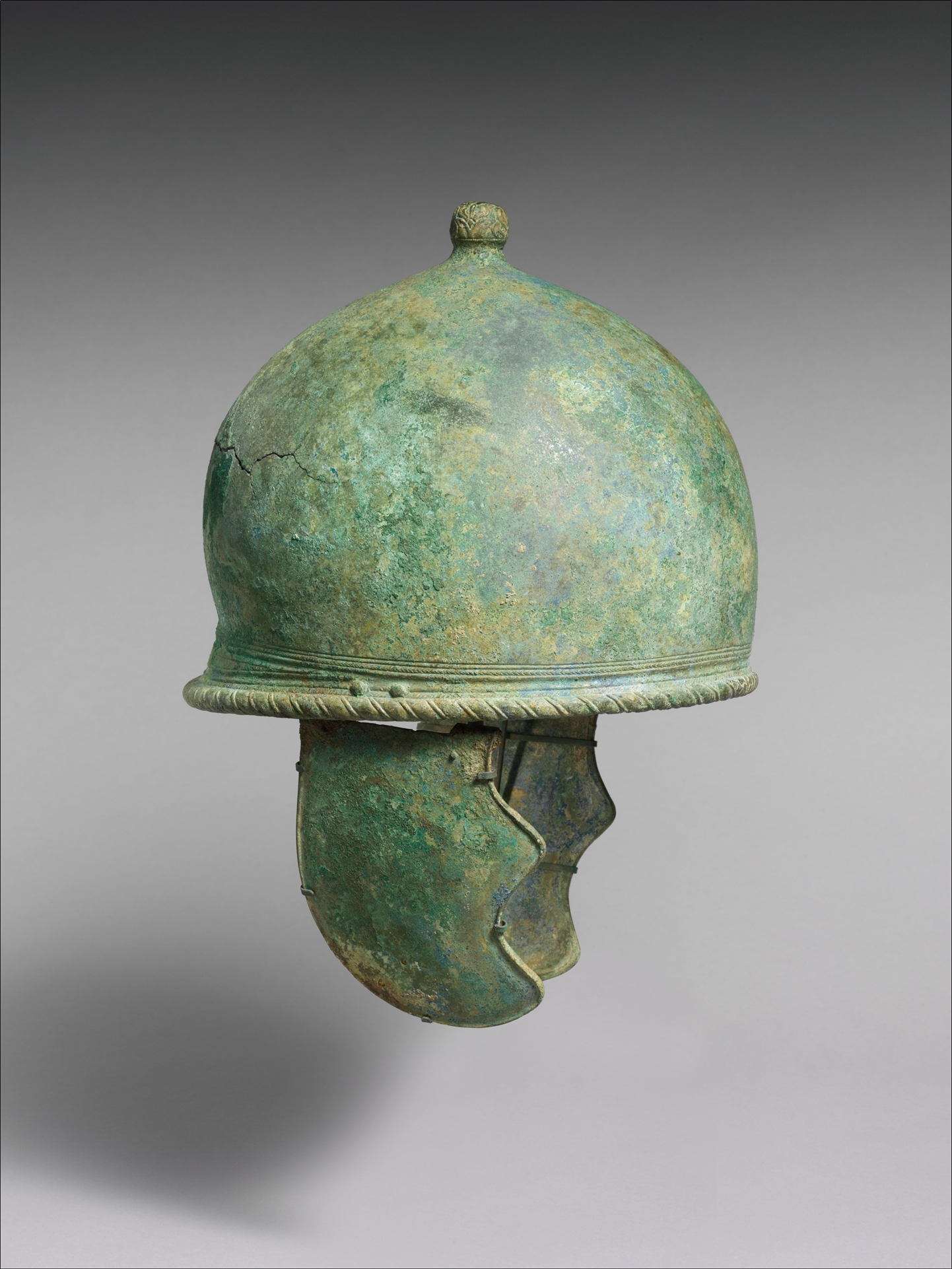
Музей мистецтва Метрополітен, США
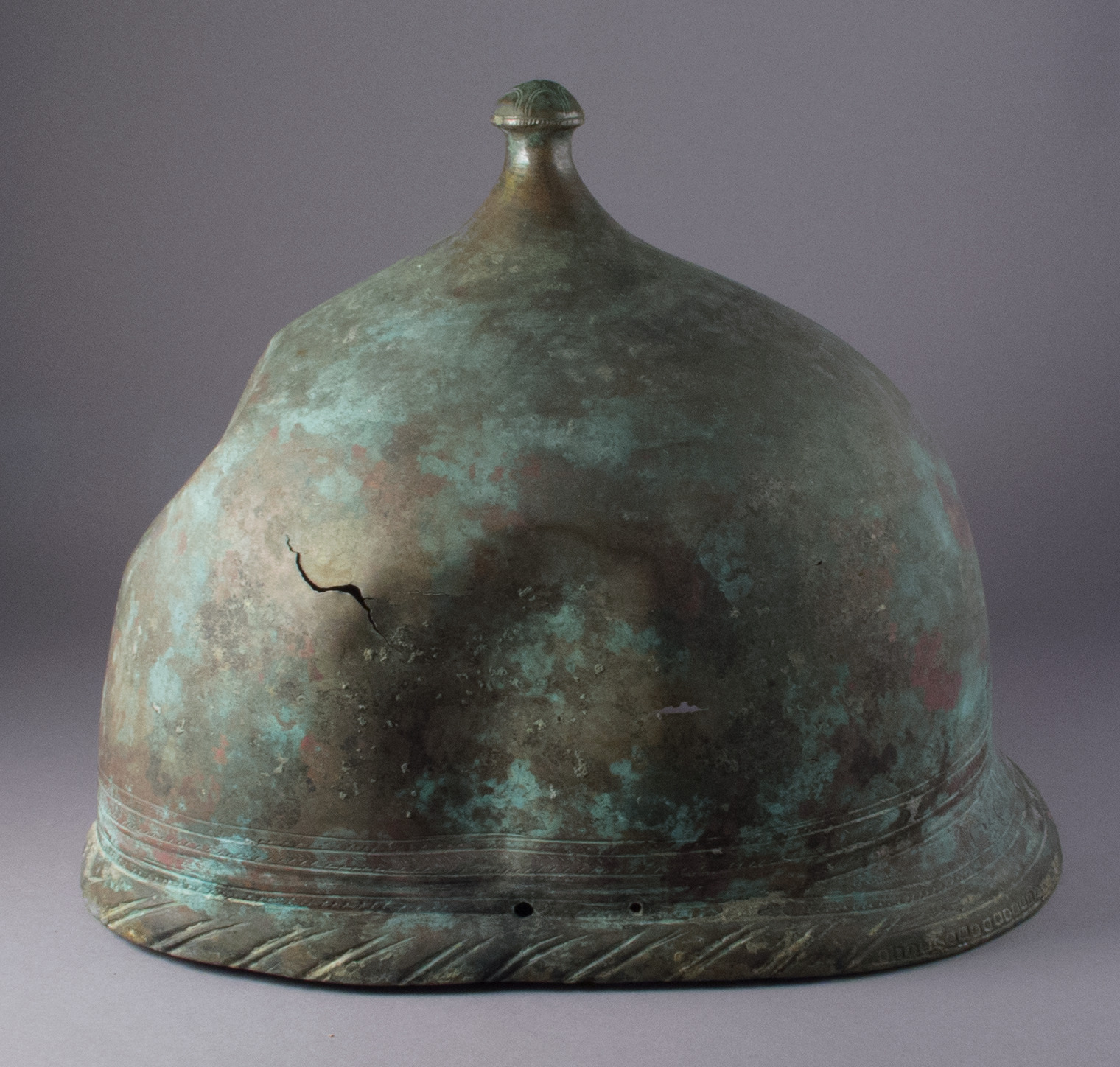
Музей мистецтва Метрополітен, США
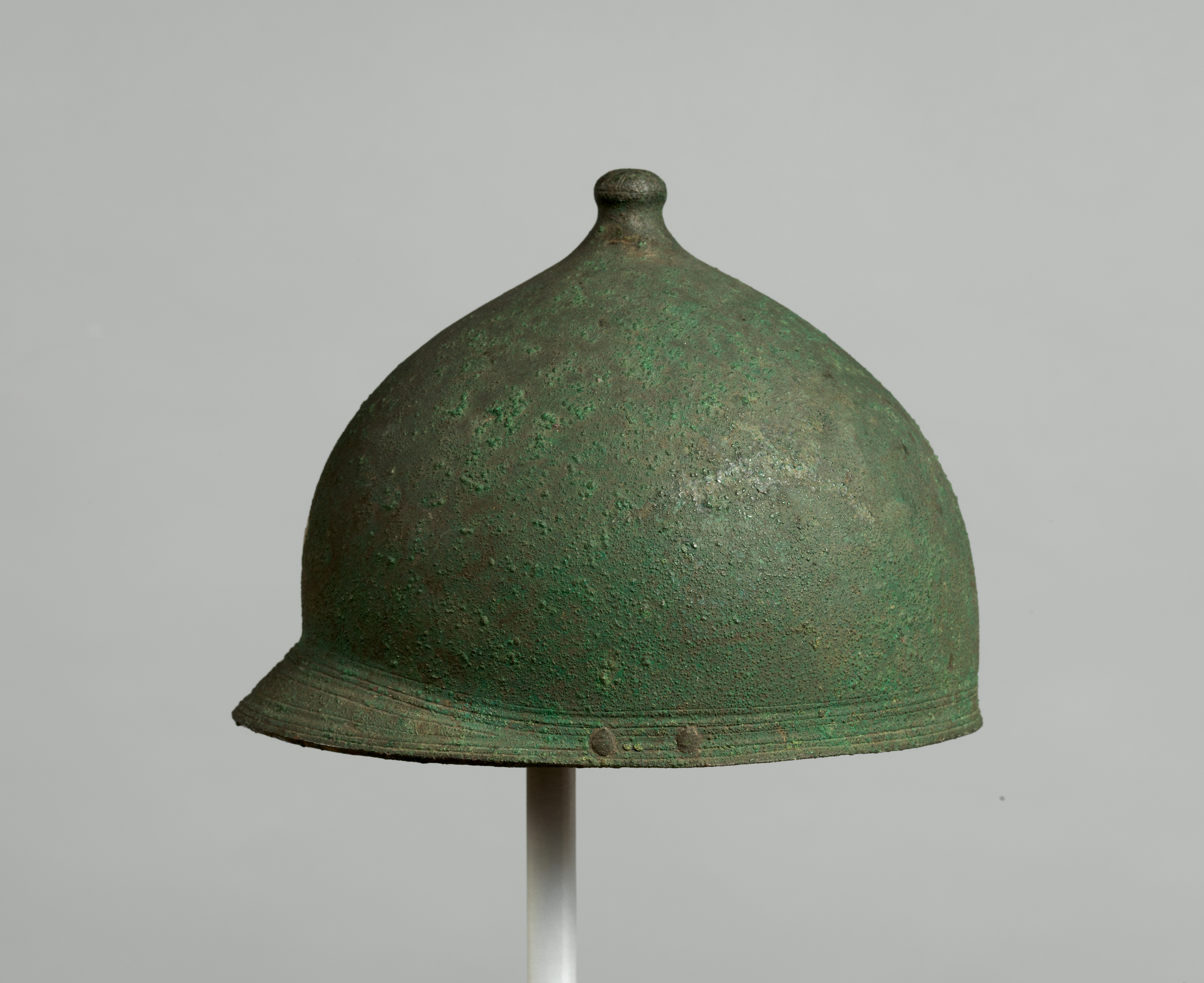
Музей мистецтва Метрополітен, США